# Patinação de velocidade nos Jogos Olímpicos de Inverno de 2014
As competições de patinação de velocidade nos Jogos Olímpicos de Inverno de 2014 foram realizadas na Arena Adler, localizada no Parque Olímpico de Sóchi. Os doze eventos ocorreram entre 8 e 22 de fevereiro.

## Programação
A seguir está a programação da competição para os doze eventos da modalidade.
Horário local (UTC+4).
| Data            | Horário | Evento                                         |
| --------------- | ------- | ---------------------------------------------- |
| 8 de fevereiro  | 15:30   | 5000 m masculino                               |
| 9 de fevereiro  | 15:30   | 3000 m feminino                                |
| 10 de fevereiro | 17:00   | 500 m masculino – corrida 1                    |
| 10 de fevereiro | 18:55   | 500 m masculino – corrida 2                    |
| 11 de fevereiro | 16:45   | 500 m feminino – corrida 1                     |
| 11 de fevereiro | 18:34   | 500 m feminino – corrida 2                     |
| 12 de fevereiro | 18:00   | 1000 m masculino                               |
| 13 de fevereiro | 18:00   | 1000 m feminino                                |
| 15 de fevereiro | 17:30   | 1500 m masculino                               |
| 16 de fevereiro | 17:00   | 1500 m feminino                                |
| 18 de fevereiro | 16:00   | 10000 m masculino                              |
| 19 de fevereiro | 16:30   | 5000 m feminino                                |
| 21 de fevereiro | 16:30   | Perseguição por equipes masculino – quartas    |
| 21 de fevereiro | 17:23   | Perseguição por equipes feminino – quartas     |
| 21 de fevereiro | 18:12   | Perseguição por equipes masculino – semifinais |
| 22 de fevereiro | 16:30   | Perseguição por equipes feminino – semifinais  |
| 22 de fevereiro | 16:51   | Perseguição por equipes masculino – finais     |
| 22 de fevereiro | 17:14   | Perseguição por equipes feminino – finais      |

## Medalhistas
Masculino
| Evento                           | Ouro                                                       | Prata                                                        | Bronze                                                        |
| -------------------------------- | ---------------------------------------------------------- | ------------------------------------------------------------ | ------------------------------------------------------------- |
| 500 m detalhes                   | Michel Mulder NED Países Baixos                            | Jan Smeekens NED Países Baixos                               | Ronald Mulder NED Países Baixos                               |
| 1000 m detalhes                  | Stefan Groothuis NED Países Baixos                         | Denny Morrison CAN Canadá                                    | Michel Mulder NED Países Baixos                               |
| 1500 m detalhes                  | Zbigniew Bródka POL Polônia                                | Koen Verweij NED Países Baixos                               | Denny Morrison CAN Canadá                                     |
| 5000 m detalhes                  | Sven Kramer NED Países Baixos                              | Jan Blokhuijsen NED Países Baixos                            | Jorrit Bergsma NED Países Baixos                              |
| 10000 m detalhes                 | Jorrit Bergsma NED Países Baixos                           | Sven Kramer NED Países Baixos                                | Bob de Jong NED Países Baixos                                 |
| Perseguição por equipes detalhes | Jan Blokhuijsen Sven Kramer Koen Verweij NED Países Baixos | Joo Hyong-jun Kim Cheol-min Lee Seung-hoon KOR Coreia do Sul | Zbigniew Bródka Konrad Niedźwiedzki Jan Szymański POL Polônia |

Feminino
| Evento                           | Ouro                                                                        | Prata                                                                                     | Bronze                                                                       |
| -------------------------------- | --------------------------------------------------------------------------- | ----------------------------------------------------------------------------------------- | ---------------------------------------------------------------------------- |
| 500 m detalhes                   | Lee Sang-hwa KOR Coreia do Sul                                              | Olga Fatkulina RUS Rússia                                                                 | Margot Boer NED Países Baixos                                                |
| 1000 m detalhes                  | Zhang Hong CHN China                                                        | Ireen Wüst NED Países Baixos                                                              | Margot Boer NED Países Baixos                                                |
| 1500 m detalhes                  | Jorien ter Mors NED Países Baixos                                           | Ireen Wüst NED Países Baixos                                                              | Lotte van Beek NED Países Baixos                                             |
| 3000 m detalhes                  | Ireen Wüst NED Países Baixos                                                | Martina Sáblíková CZE República Checa                                                     | Olga Graf RUS Rússia                                                         |
| 5000 m detalhes                  | Martina Sáblíková CZE República Checa                                       | Ireen Wüst NED Países Baixos                                                              | Carien Kleibeuker NED Países Baixos                                          |
| Perseguição por equipes detalhes | Jorien ter Mors Marrit Leenstra Lotte van Beek Ireen Wüst NED Países Baixos | Katarzyna Bachleda-Curuś Natalia Czerwonka Luiza Złotkowska Katarzyna Woźniak POL Polônia | Olga Graf Yekaterina Lobysheva Yekaterina Shikhova Yuliya Skokova RUS Rússia |

## Doping
Em 24 de novembro de 2017 a russa Olga Fatkulina foi desclassificada da prova dos 500 m feminino por violações de doping, perdendo a medalha de prata. No entanto o Tribunal Arbitral do Esporte anulou essas decisão em 1 de fevereiro de 2018 e retornou a medalha a atleta russa.

## Quadro de medalhas
| Ordem | País                | Medalha de ouro | Medalha de prata | Medalha de bronze |    | Ordem por total |
| ----- | ------------------- | --------------- | ---------------- | ----------------- | -- | --------------- |
| 1     | NED Países Baixos   | 8               | 7                | 8                 | 23 | 1               |
| 2     | POL Polônia         | 1               | 1                | 1                 | 3  | 2               |
| 3     | KOR Coreia do Sul   | 1               | 1                |                   | 2  | 4               |
|       | CZE República Checa | 1               | 1                |                   | 2  | 4               |
| 5     | CHN China           | 1               |                  |                   | 1  | 7               |
| 6     | RUS Rússia          |                 | 1                | 2                 | 3  | 2               |
| 7     | CAN Canadá          |                 | 1                | 1                 | 2  | 4               |
| TOTAL | TOTAL               | 12              | 12               | 12                | 36 | —               |